# Shiam Sunder Nath
Shiam Sunder Nath es un diplomático indio retirado.
- En 1953 ingresó al Indian Foreign Service.
- De 1956 a 1957 fue segundo secretario de embajada en Karachi.
- De 1957 a 1960 fue subsecretario en el Ministerio de Asuntos Exteriores (India).
- De 1960 a 1962 fue primer secretario de embajada en Nueva York.
- De 1962 a 1965 fue primer secretario de embajada en Rabat (Marruecos).
- De 1965 a 1968 fue secretario adjunto en el Ministerio de Asuntos Exteriores (India).
- De marzo de 1969 a abril de 1969 fue secretario de enlaces en el Ministerio de Asuntos Exteriores (India).
- De abril de 1969 a 1971 fue Cónsul General en Saigón (Vietnam del Sur).
- De 1971 a 1974 fue embajador en Conakri (Guinea).
- De 1974 a 1977 fue secretario de enlaces en el Ministerio de Asuntos Exteriores (India).
- De 1977 a 1980 fue embajador en Helsinki (Finlandia).
- De 1980 a 1985 fue embajador en Brasilia (Brasil).
- De junio de 1985 a 1989 fue embajador en Sofía (Bulgaria).

## Obra
- American-Indian relations, 1947-1951 by Shiam Sunder Nath - 1951 - 284 p.[1]